# Kwakoe (standbeeld)

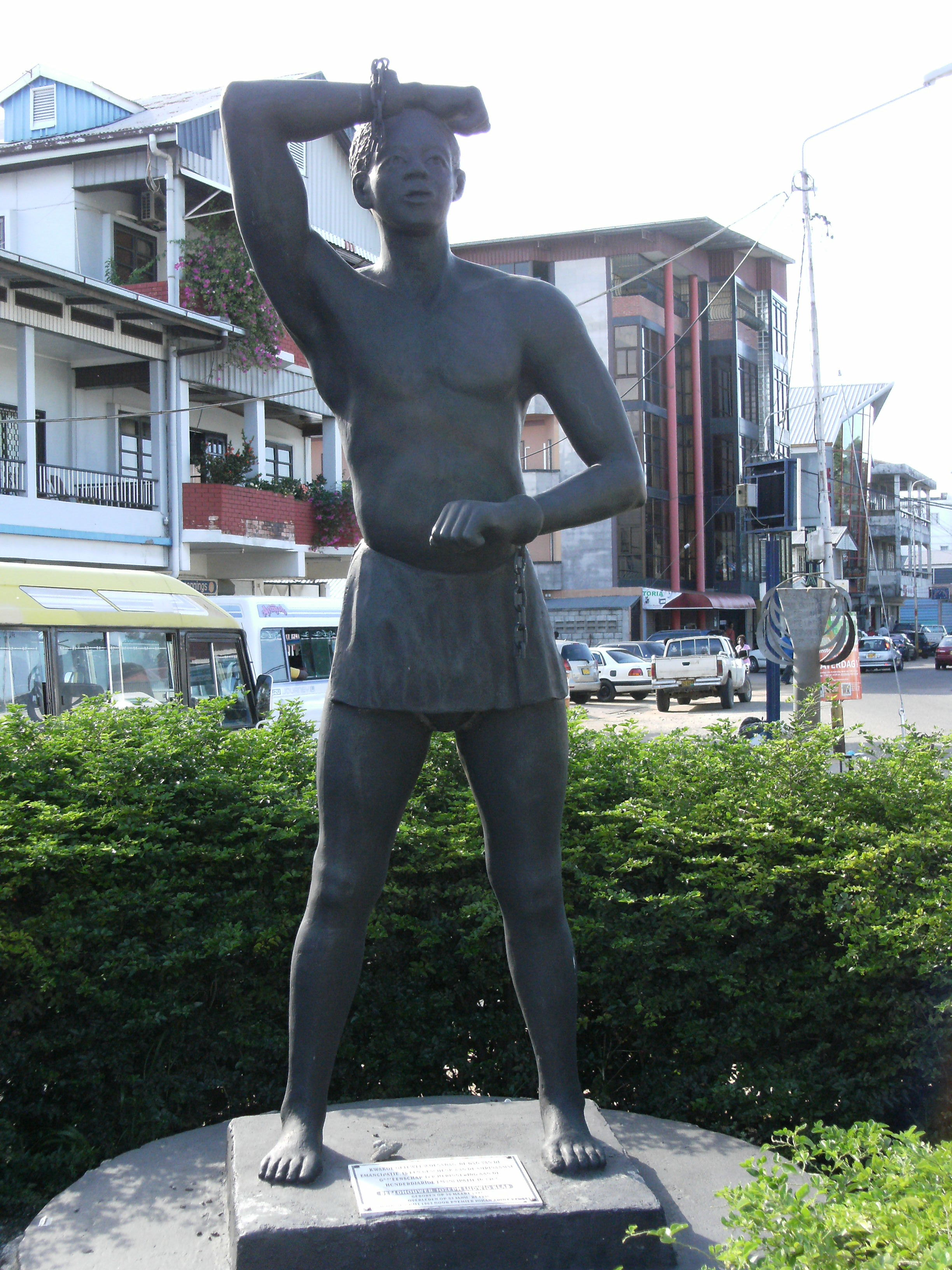
Het standbeeld van Kwakoe in Paramaribo

Het standbeeld van Kwakoe in de Surinaamse hoofdstad Paramaribo is een monument ter herdenking van de afschaffing van de slavernij. Het is gemaakt door de beeldhouwer Jozef Klas.

## Plaats en onthulling
Het beeld staat op de hoek van twee van de drukste verkeersaders, de Zwartenhovenbrugstraat en de Dr. Sophie Redmondstraat, vlak bij de altijd levendige busstandplaats die bekendstaat als ‘Ondrobon’. Premier J.A. Pengel onthulde de sculptuur onder grote belangstelling op 30 juni 1963 in het kader van het eeuwfeest van de slavenemancipatie op 1 juli 1963. Het beeld stelt een bevrijde Afrikaanse slaaf voor die zijn ketenen heeft verbroken. ‘Kwakoe’ is de naam voor een man geboren op woensdag. De afschaffing van de slavernij viel op woensdag 1 juli 1863.

## Comité
Om het beeld te realiseren was een Comité Vrijheidsbeeld in het leven geroepen, een damesgezelschap onder leiding van mevrouw U. Breeveld-Silos. Zij was een van degenen die bij de onthulling het woord voerden. Het jeugdkoor van de Evangelische Broedergemeente Suriname en het Mannenkoor Harmonie traden op en de bloemiste L. de Gapadose bood een krans in de kleuren van de Surinaamse vlag aan.

## Populairste beeld van Paramaribo
Paramaribo telt veel beelden, maar geen ervan is ooit zo populair geworden als dat van Kwakoe. Het stelt geen historische figuur voor, al willen mythenscheppers op websites graag doen geloven dat Kwakoe de eerste zwarte grondbezitter van Suriname zou zijn geweest. Het beeld van Klas is door de Afro-Surinamers direct geadopteerd als de beste representatie van de ontworsteling aan hun slavernijgeschiedenis. Het wordt tot op de dag van vandaag met regelmaat voorzien van hoofddeksels en kledingstukken, en dan vooral van de pangi. Dit zijn de kleurige omslagdoeken die nog altijd gedragen worden door de marrons. Marrons zijn nakomelingen van slaven die van de plantages waren weggevlucht en die vanuit het binnenland de koloniale overheid belaagden. Het Kwakoe-beeld is met regelmaat het trefpunt voor konmakandra’s, ontmoetingen en manifestaties.

## Jozef Klas
Jozef Klas maakte ook het beeld van Mama Sranan, een eenheidsmonument, voorstellende een vrouw die haar kinderen omarmd houdt. Dit beeld verwierf niet dezelfde aantrekkingskracht als het Kwakoe-monument.